# Gewaltpyramide

Eine Pyramide der Gewalt – Erklärung sexualisierter Gewalt

Die Gewaltpyramide ist ein sozialpsychologisches Erklärungsmodell für extreme Gewalt wie Mord, Genozid und Terrorismus. Sie teilt die Radikalisierung in mehrere Stufen ein, wobei einer höheren Stufe immer weniger Personen zugeordnet werden als der Stufe darunter. Die Basis der Pyramide der Gewalt stellen weit verbreitete Vorurteile und Wertvorstellungen dar. Insbesondere Vorstellungen aus dem Sexismus und Fremdenfeindlichkeit werden als Ursache für die problematischen Einstellungen, die mithilfe einer Gewaltpyramide erklärt werden, herangezogen. Die Zwischenstufen sind je nach Modell unterschiedlich, sie gipfeln jedoch alle in der jeweils zu erklärenden Gewalttat.
1987 präsentierte der Völkermordforscher Gregory H. Stanton ein Stufenmodell des Genozids am Beispiel Kambodschas in wissenschaftlichen Vorträgen.  1998 stellte er seine "8 Stufen des Genozids" vor dem US State Department vor und baute das Modell im selben Jahr auf ein 10-stufiges Modell aus.
Seit spätestens 2002 wird das Modell einer eskalierenden Pyramide der Gewalt durch die Anti-Defamation League als "Pyramide des Hasses" für ihre Präventionsarbeit genutzt. Clark McCauley und Sophia Moskalenko verwendeten 2008 eine Gewaltpyramide, um terroristische Radikalisierung zu erklären. Die Gewaltpyramide wurde bereits zur Erklärung von rechtsextremer Radikalisierung, Gewaltstrukturen in Nigeria, Gewalt zwischen religiösen Gruppen, und sexualisierter Gewalt gegen Frauen herangezogen. 